# Thutmose (nhà điêu khắc)

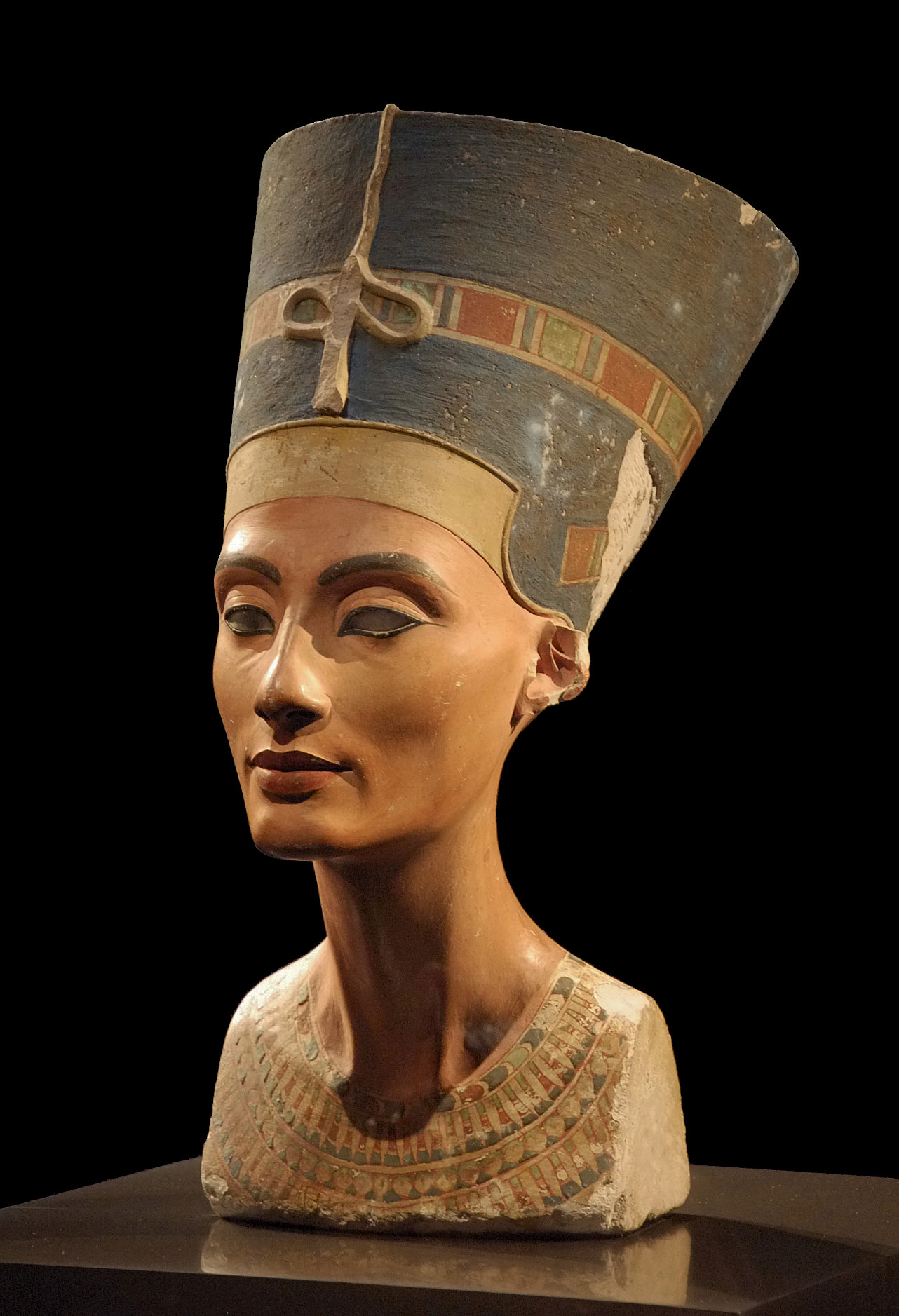
Tượng bán thân Nefertiti do Thutmose điêu khắc

Thutmose, còn được gọi là "Nhà điêu khắc và bậc thầy của tác phẩm được nhà vua ưa thích nhất, Nhà điêu khắc Thutmose" (cũng được viết là Djhutmose, Thutmosis và Thutmes), là một nhà điêu khắc Ai Cập cổ đại. Ông nổi tiếng vào khoảng năm 1350 trước Công nguyên, và được cho là chính thức nhà điêu khắc triều đình của pharaoh Ai Cập Akhenaten trong phần sau của triều đại. Một đoàn thám hiểm khảo cổ người Đức đang đào tại thành phố hoang vắng Akhetaton, tại Amarna, đã tìm thấy một ngôi nhà đổ nát và khu phức hợp studio (được dán nhãn P47.1-3)  vào đầu tháng 12 năm 1912;  tòa nhà được xác định là của Thutmose dựa trên một con ngựa bằng ngà voi được tìm thấy trong một hố rác trong sân ghi tên và chức danh công việc của ông. Vì nó đã cho nghề nghiệp của ông là "nhà điêu khắc" và tòa nhà rõ ràng là một xưởng điêu khắc, sự khẳng định có vẻ hợp lý và đã được chứng minh là chính xác.